# Cajuns
Els cajuns són un grup ètnic de l'Amèrica del Nord descendent dels acadians exiliats (dels territoris actuals de Nova Brunswick, Nova Escòcia o l'illa del Príncep Eduard), que parlaven francès i que es van establir a Louisiana. Actualment, els cajuns són una part significativa de la població i la cultura del sud de Louisiana.
Els cajuns conserven un dialecte particular del francès i nombrosos altres trets característics. Són oficialment reconeguts com a grup ètnic pel govern dels Estats Units.

## Història
El setge britànic de Port Royal (1710), amb la conquesta d'Acàdia, va comportar que els acadians refusessin jurar fidelitat a la Corona britànica i durant quaranta-cinc anys es van revoltar militarment contra els britànics i van donar suport a les possessions franceses de l'Amèrica del Nord. Finalment, els britànics van expulsar els acadians d'Acàdia durant el període de 1755-1763.
Una part dels acadians finalment van traslladar-se a Louisiana, que estava governada per França, però quan Louisiana va ser cedida a Espanya (pel Tractat de Fontainebleau de 1762) els cajuns es van rebel·lar (1768). Espanya va controlar Louisiana l'any 1769.